# Pari sportif
Le pari sportif est un jeu d'argent sur la prédiction d'un évènement lors d'une rencontre sportive. Il existe de nombreux types de paris, dont les plus simples consistent à parier sur la victoire d'une équipe ou d'un sportif. Chaque pari a une cote et c'est elle qui permet de connaître à l'avance, en fonction de la somme misée, le montant gagné si l'événement se produit.
En notation décimale, si on mise 10 € sur l'équipe A dont la cote est de 1,2 par exemple :
- Si A gagne, la somme récupérée (gain) est de 12 €, soit une plus-value de 2 € (+ 20 %) ;
- Si A ne gagne pas, la somme misée est perdue, soit 10 €.

Les paris sont proposés par des bookmakers qui sont des organismes autorisés à proposer aux joueurs de parier. En français et avec l'essor des jeux d'argent sur internet, le terme de bookmaker fait généralement référence au site de paris en ligne.

## Histoire
Les paris sportifs se pratiquaient déjà en Grèce antique et au Moyen Âge pour les tournois. En France, le premier type de pari a été le pari mutuel en 1865, puis a été légalisé en 1887 sous le nom de Pari mutuel urbain.
Les paris sportifs dans le football datent des années 1920, de manière légale et illégale. À cette époque, le parieur remplit un bulletin, appelé grille pour une dizaine de matchs d'une journée de championnat : pour chacun des rencontres, il note 1, 2 ou N en fonction du pronostic qu'il réalise, dans l'ordre respectif une victoire de l'équipe à domicile, une victoire de l'équipe adverse ou un match nul. Ainsi, deux modèles économiques ont émergé en Europe. Le premier fait émerger de nombreux acteurs et crée un marché concurrentiel, comme ce fut le cas en Angleterre. L'autre modèle, plutôt social-démocrate, rend les entreprises illégales et crée un monopole d'État, comme ce fut le cas en Suède.

## Cotes
La cote d'un pari est une retranscription de la probabilité que l'évènement se produise.
La cote permet de savoir quel serait le gain en cas de réalisation de l'évènement (victoire d'une équipe, nombre de buts marqués, etc.). Celle-ci est calculée et proposée par les bookmakers en fonction de leurs estimations des probabilités de survenance de l'évènement en se basant notamment sur des données statistiques, l'historique des rencontres et de manière générale toutes les informations disponibles pertinentes.
Elle tient également compte de la répartition (prévisionnelle ou réelle) des sommes misées par les parieurs. Les cotes proposées peuvent donc varier au cours du temps en fonction de ces critères.

### Notation des cotes
La cote du pari peut être exprimée selon trois notations différentes : européenne, anglaise ou américaine. Le tableau ci-dessous donne un exemple simple des différentes notations de cotes pour une même rencontre entre deux équipes A et B avec les gains et plus-values possibles en cas de victoire.
|                 | Équipe A | Équipe B |
| --------------- | -------- | -------- |
| Cote européenne | 1,2      | 3        |
| Cote anglaise   | 1/5      | 2/1      |
| Cote américaine | -500     | +200     |
| Mise            | 100 €    | 100 €    |
| Gain            | 120 €    | 300 €    |
| Plus value      | 20 €     | 200 €    |

#### Cote européenne
La cote européenne est utilisée comme son nom l'indique en Europe. En France par exemple, elle est proposée par défaut sur les sites de paris sportifs. C'est un indice décimal, qui indique le gain potentiel suivant la mise :
{\displaystyle Cote={\frac {Gain}{Mise}}}
Pour un pari d'une mise de 100 euros sur la victoire de A, si elle se réalise, le parieur reçoit un gain correspondant à la mise multipliée par la cote, soit 100 * 1,2 = 120 euros. En tenant compte de la mise de 100 euros, le parieur a donc réalisé une plus-value de 120 - 100 = 20 euros.

#### Cote anglaise
La cote anglaise (très couramment utilisée au Royaume-Uni) permet de connaître rapidement la plus-value possible et non le gain :
{\displaystyle Cote={\frac {Gain}{Mise}}-1}
Elle est notée sous forme d'une fraction (par exemple {\displaystyle {\tfrac {1}{5}}}) et non sous forme décimale. La plus-value réalisée par le joueur se calcule ainsi simplement en multipliant la mise par la cote. Par exemple pour une mise de 100 euros sur la victoire de A, la plus-value est de {\displaystyle 100\times {\frac {1}{5}}=} 20 euros (et le gain correspond à la mise plus la plus-value, soit 20 + 100 = 120 euros).

#### Cote américaine
La cote américaine peut s'exprimer de deux manières distinctes :
- soit elle indique quelle somme il faut miser pour avoir une plus-value de 100 euros. La cote est alors notée négativement. La cote de l'équipe A dans l'exemple est donc de -500, ce qui indique qu'il faut miser 500 euros pour avoir une plus-value de 100 euros. La plus-value se calcule par {\displaystyle {\frac {100}{-Cote}}\times Mise}.
- soit elle indique quelle plus-value est réalisée en pariant 100 euros. La cote est alors notée positivement et la plus-value se calcule par{\displaystyle {\frac {Cote}{100}}\times Mise}

Traditionnellement, les cotes américaines sont exprimées négativement si la cote est inférieure à 100 (dans l'exemple donné, on notera plutôt -500 que +20 pour la cote américaine de l'équipe A).

### Commission du bookmaker
Pour être bénéficiaire à long terme, un bookmaker prend une commission sur les paris qui se reflète dans les cotes proposées.
Dans le cas d'un pari mettant en jeu N équipes (dont une seule sera vainqueur) avec Ci la cote européenne de chaque équipe i, si on pose P la proportion d'argent redistribuée par le bookmaker, on a :
{\displaystyle P={\frac {1}{\sum _{i=1}^{N}{\frac {1}{C_{i}}}}}}
En reprenant l'exemple de cotes précédent avec l'équipe A à une cote européenne de 1,2 et l'équipe B à une cote de 3, on trouve P=85,7%. Le bookmaker prend donc une commission de 14,3%.

#### Probabilité estimée de survenance de l'évènement
Dans le cas d'un pari mettant en jeu N équipes (dont une seule sera vainqueur) avec Ci la cote européenne de chaque équipe i, il est possible de déterminer les probabilités de survenance de l'évènement "victoire de l'équipe i" par le calcul suivant :
{\displaystyle Probabilite_{equipe_{i}}={\frac {P}{C_{i}}}}
où P est la proportion d'argent redistribuée par le bookmaker et Ci la cote européenne de l'équipe i.
Dans l'exemple proposé avec seulement deux équipes A et B, la probabilité de victoire de l'équipe A est de 71,4 % et celle de B est de 28,6%.

## Législation

### Législation en France
Les paris sportifs étaient le monopole en France de la Française des jeux et du Pari mutuel urbain jusqu'au 10 juin 2010, la veille de l'ouverture de la Coupe du monde de football en Afrique du Sud (cf. Jeux de pronostics en France). À compter de cette date, l'Autorité de régulation des jeux en ligne (ARJEL) a été créée à la suite de la loi relative à l'ouverture à la concurrence des jeux d'argent et de hasard en ligne. Elle a été remplacée par l’Autorité nationale des jeux (ANJ) en 2019. Son rôle est de réguler le marché et de délivrer des agréments officiels aux opérateurs sur le territoire français.
L’ANJ a plusieurs missions de régulation, elle doit gérer la protection des joueurs, l’autorisation de rentrer sur le marché, lutter contre les sites illégaux, la fraude, le blanchiment d’argent et aussi contrôler la sincérité des opérations de jeux réalisées par les opérateurs.
Durant la saison 2006-2007, à la suite de l'affaire Bwin, la Ligue de football professionnel a interdit aux clubs de Ligue 1 et de Ligue 2 d'être sponsorisés par des sites de paris sportifs en ligne (principalement sponsor maillot et panneaux publicitaires). Une douzaine de clubs est concernée : Auxerre, Bordeaux, Le Mans, Lens, Lorient, Monaco, Nantes, Nice, Saint-Etienne, Toulouse, Montpellier et Metz.
Le 8 juin 2010, l'Autorité de Régulation des jeux en ligne (ARJEL) a délivré ses premiers agréments dont Bwin a fait partie, mettant ainsi fin aux possibilités de poursuites. C'est en application de l'article 21 de la loi 2010-476 du 12 mai 2010 que l'ARJEL régule le marché des paris sportifs. La loi indique que "la politique de l’État en matière de jeux d’argent et de hasard a pour objectif de limiter et d’encadrer l’offre et la consommation de jeux et d’en contrôler l’exploitation".
L'ordonnance du 2 octobre 2019 ratifiée par le président de la République cette même date et publiée au journal officiel le lendemain, fait de l’autorité nationale des jeux (ANJ) l’autorité principale de la régulation des jeux d’argent et de hasard en France.
En ce qui concerne les paris sportifs, elle a désormais pour mission d'agréer les nouveaux opérateurs du secteur. Cette fonction était auparavant celle de l'ARJEL, le nombre de bookmakers légaux en France à la fin de sa mission d'agrément était donc de 15.
Au-delà de la délivrance ou non des agréments, l'autorité nationale des jeux pourra également ordonner à un opérateur agréé le retrait de toute campagne marketing qu'elle jugera comme une incitation excessive à jouer.

#### Législation pour les acteurs
Si désormais les paris sportifs sont légaux pour le grand public, d’autres règles drastiques demeurent : tout acteur de compétition sportive et lié d’une façon ou d’une autre à des opérateurs de paris sportifs, se voit dans l’obligation de ne pas participer à des opérations en relations avec les paris sportifs.
Ainsi, les clubs de sport professionnels affiliés à des fédérations sportives agrégées stipulent dans les contrats qu’ils font signer à leurs joueurs, l’interdiction de prendre part à des paris sportifs sous peine de poursuite judiciaire.
De nombreux évènements montrent que cette loi est utile et nécessaire, comme l’illustre l’affaire des paris truqués en handball en 2012, et l’implication de sept joueurs du MAHB et deux du PSG.

#### Taxation des paris en ligne
La taxation sur les paris sportifs se fait au moment de la prise de pari. Pour une mise de 100 €,
- l’État prélève 5,70 € pour lui-même au titre des articles 302 bis ZH[8] et 302 bis ZK[9] du Code général des impôts.
- Il prélève également 1,80 € au profit de la Sécurité sociale au titre des articles L137-21[10] et 23[11] du Code de la Sécurité sociale.
- Troisième prélèvement, celui au profit du Centre national pour le développement du sport, qui se monte également à 1,80 € au titre de l’article 1609 tricies[12] du Code général des impôts.
- Quatrième prélèvement, qui vient compléter le précédent, avec pour but de financer les infrastructures sportives. Il est d’un montant de 0,30 €. Il a été créé pour financer l’Euro 2016, et devait prendre fin en 2017. Mais les Jeux olympiques de 2024 ont permis en 2017 une prorogation de cette taxe jusqu’en 2024... (article 1609 novovicies[13]).

Au total, pour une mise de 100 €, les taxes prélevées à la source sont de :
5,70 + 1,80 + 1,80 + 0,30 = 9,60 € soit 9,6 % de la mise.
Sur les 100 € de mise, le bookmaker dispose donc de 90,4 € à répartir entre sa rémunération et les gagnants.

### Législation au Québec
Le marché québécois, même plus globalement le marché canadien, est bien différent des marchés européens (notamment la France, la Belgique ou le Royaume-Uni). En 2011, le gouvernement canadien a ouvertement autorisé les acteurs étrangers à opérer sur son sol à condition qu'ils obtiennent la licence agréée de la province visée.
Certaines autorités comme l'ARJEL en France contrôlent quotidiennement les sites de paris en ligne à plusieurs niveaux (fraude, paiements, etc.) ce qui n'est pas le cas au Canada.
Le Code civil du Québec contient des règles sur le pari aux articles 2629 et 2630 C.c.Q. Ces dispositions prévoient que les contrats de jeu et de pari sont valables dans les cas expressément autorisés par la loi ; lorsqu'ils ne sont pas expressément autorisés, le gagnant ne peut exiger le paiement de la dette et le perdant ne peut répéter la somme payée. Mais en cas de fraude ou de supercherie, il y a lieu de récupérer l'argent obtenu frauduleusement.

### États-Unis

Carte de la légalité des paris sportifs aux États-Unis 15.10.2021
Paris sportifs légaux
Paris sportifs illégaux Le Kentucky a depuis légalisé les paris sportifs, avec une mise en service prévue au plus tard le 28 décembre 2023.

Aux États-Unis, la loi de 1992 sur la protection des sports professionnels et amateurs (PASPA) interdisait auparavant aux États d'autoriser les paris sportifs, les rendant de fait illégaux. Les États du Delaware, du Montana, du Nevada et de l'Oregon, qui disposaient déjà de loteries sportives et de systèmes de paris sportifs, ont refusé de cette loi et en ont été exemptés,. La PASPA a été invalidée par la Cour suprême dans l'affaire Murphy contre l'Association athlétique collégiale nationale en 2018, ce qui a donné à d'autres États la possibilité de légaliser les paris sportifs.
En mai 2020, il a été rapporté que depuis la décision de la Cour suprême sur le PASPA, plus de 20 milliards de dollars ont été dépensés dans les paris sportifs aux États-Unis. En mai 2022, 30 États et Washington, D.C. ont légalisé les paris sportifs et les opèrent, tandis que quatre autres États les ont légalisés mais n'ont pas encore lancé de paris sportifs légaux.

### Portugal
Presque tous les types de jeux d'argent sont légaux, des casinos en ligne aux paris sportifs en passant par diverses loteries et jeux de grattage, pour autant qu'ils respectent les règles établies par le Service de régulation et d'inspection des jeux de hasard (SRIJ). Le Portugal fait donc exception à la plupart des pays de l'Union européenne, qui exercent des contrôles plus stricts sur les opérateurs de jeux d'argent. Il convient de noter que les opérateurs doivent s'acquitter de taxes relativement importantes. Les salles de bingo doivent payer 25 % d'impôts à l'État. En ce qui concerne les jeux en ligne, les courses de chevaux, les paris sportifs, etc., la taxe varie entre 15 et 30 %.

### Italie
En Italie, les paris illégaux apparaissent dans trois cas principaux, parfois faits par les joueurs eux-mêmes, à qui il a été interdit de parier pour des raisons évidentes de conflit d'intérêts.
En matière de paris sportifs en Italie, c'est la sécurité qui est privilégiée Afin de garantir la sécurité de chaque pari, tout bookmaker qui souhaite opérer en Italie doit obtenir une autorisation de l'ADM (autrefois Aams), l'Agence pour les douanes et les monopoles, qui réglemente les jeux d'argent en Italie.

## Données économiques
Les paris sportifs sont les jeux d'argent les plus pratiqués en ligne. Ils représentent en 2009, 42 % ; tandis que les autres jeux d'argent représentent 38 % et le poker est à 22 %. La répartition n'est pas identique en fonction du pays. Le Royaume-Uni le pratique à 26 % quand l'Asie à 77 %.
En France, les paris représentent 350 millions d'euros de mise. Six mois après l'ouverture du marché à la concurrence, les paris sportifs y représentent 11 % du marché face au 79 % du poker. Durant cette période, les paris se sont répartis à 57 % pour le football, 25 % pour le tennis et les 18 % restant sur les autres types de sport. En 2016, uniquement pour le championnat d'Europe de football, 156 millions d'euros sont dépensés uniquement pour les matchs du premier tour.

## Risques d'addiction et d'endettement
Comme tous les jeux d'argent, les paris sportifs exposent les gens qui les pratiquent à un risque d'addiction et d'endettement.
En France, l'association SOS Joueurs, qui fournit une aide psychologique et juridique aux personnes dépendantes aux jeux d'argent et à leurs familles, dénonce la publicité ciblée des sites de paris sportifs en ligne comme Betclic, Winamax ou Parions sport, qui reprennent les codes langagiers et artistiques des jeunes des quartiers et montrent des métis et des mots en arabe sur leurs visuels publicitaires afin d'intéresser des populations précaires ou pauvres pour leur faire miroiter des gains rapides. La psychologue Armelle Achour indique avoir constaté un rajeunissement des classes d'âge affectées par la dépendance aux paris et par l'endettement qu'ils entraînent. Dans son barème de l'année 2019 des jeux d'argent et de hasard, Santé publique France indique : « Les paris sportifs représentent le risque le plus important au plan individuel : la part des joueurs à risque modéré est trois fois plus importante que pour les jeux de loterie et la part de joueurs excessifs six fois plus élevée. » Selon le même rapport, les joueurs les plus exposés sont des hommes jeunes appartenant à des milieux sociaux modestes.

## Critique et dérive
Le pari sportif, très éloigné des valeurs du sport, éthiques et morales, telles que promues par Pierre de Coubertin est l'une des sources du dilemme éthique qui se pose aux instances de gouvernance de méga-évènements sportifs très médiatisés (Jeux olympiques, coupes nationales, coupes du monde…) qui n'échappent pas à la marchandisation ni, fréquemment, au Sportswashing ou à d'autres dérives (corruption, dopage, tricheries…) encouragées à l'ampleur des sommes dépensées.
Entre 2008 et 2011, un réseau criminel asiatique sévissait en Europe sur les matchs de football grâce à la complicité de plusieurs acteurs, comme des dirigeants, des arbitres ou des joueurs, afin de remporter des paris sportifs. Celui-ci fut démantelé en 2013 par Europol, l'agence européenne de police criminelle.

## Les scandales de paris célèbres

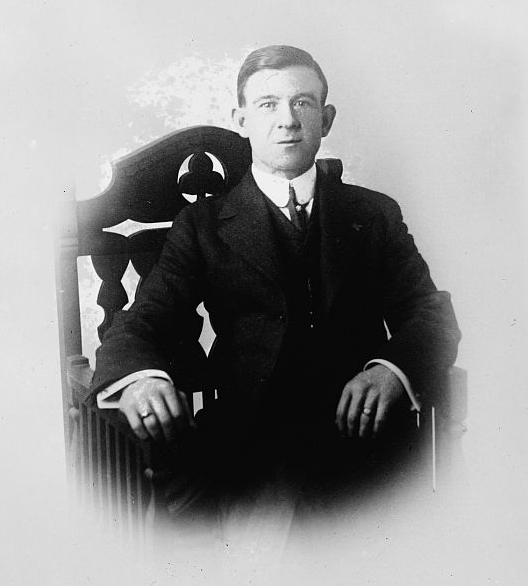
Joseph J. "Sport" Sullivan était un bookmaker et parieur américain originaire de Boston, Massachusetts, qui a joué un rôle clé dans le déclenchement du scandale des Black Sox de 1919.

En 1919, les Chicago White Sox ont affronté les Cincinnati Reds lors de la Série mondiale. Cette série restera l'un des scandales sportifs les plus retentissants de tous les temps. Selon l'histoire, le parieur professionnel Joseph Sullivan aurait versé environ 10 000 dollars à huit membres des White Sox (Oscar Felsch, Arnold Gandil, Shoeless Joe Jackson, Fred McMullin, Charles Risberg, George Weaver et Claude Williams) pour truquer les résultats de la Série mondiale. Ces huit joueurs ont été définitivement bannis du baseball professionnel. Pete Rose, le joueur de baseball ayant le plus grand nombre de coups sûrs en MLB, a également été banni en 1989 pour avoir parié sur des matchs alors qu'il était manager d'une équipe de la MLB.
La règle interdisant les paris dans le baseball, connue sous le nom de "Règle 21", est affichée publiquement sur les murs des vestiaires et stipule : "Tout joueur, arbitre, officiel ou employé d'un club ou d'une ligue qui parie une somme quelconque sur un match de baseball pour lequel il a une obligation de participer sera déclaré définitivement inéligible." Les personnes définitivement bannies de la Major League Baseball sont également exclues à vie du Temple de la renommée du baseball, bien que la plupart d'entre elles aient été réintégrées quelques années plus tard par un commissaire de baseball ultérieur. Par exemple, Mickey Mantle et Willie Mays ont tous deux été bannis en 1983 après avoir accepté des emplois dans des casinos (ce qui aurait entraîné leur exclusion du Temple de la renommée s'il avait été autorisé) ; ils ont été réintégrés deux ans plus tard. Seul Pete Rose attend toujours sa réintégration.
Un scandale de paris en 1906 impliquant les Massillon Tigers et les Canton Bulldogs, deux des meilleures équipes du football américain professionnel au début des années 1900, a conduit à la disparition du football professionnel "à gros enjeux" pendant plusieurs années. Des recherches récentes ont suggéré que les accusations de paris étaient infondées.
Le 7 décembre 1980, les San Francisco 49ers ont réalisé la plus grande remontée de l'histoire de la saison régulière de la NFL en surmontant un déficit de 28 points à la mi-temps. Au début du troisième quart-temps, le célèbre bookmaker de Las Vegas, Frank Rosenthal, a reçu des avis de confiscation de gains prématurés de la part de 246 parieurs de San Francisco, totalisant plus de 25 000 dollars. Grâce aux réglementations sur les paris établies par la NAGRA, Rosenthal a pu conserver ces gains, indépendamment de l'issue du match.
L'affaire Cronje était un scandale de trucage de matchs de cricket entre l'Inde et l'Afrique du Sud qui a été révélé au public en 2000,. Tout a commencé en 1996 lorsque le capitaine de l'équipe nationale de cricket d'Afrique du Sud, Hansie Cronje, a été convaincu par Mukesh "John" Gupta, un bookmaker indien, de truquer un match lors d'un Test à Kanpur, Inde. Le complot a été découvert lorsque la police de Delhi a enregistré des transactions illégales entre le bookmaker indien Sanjay Chawla et Cronje. Selon le Telegraph en 2010, Cronje aurait reçu un total de 65 000 livres sterling de la part de Gupta.
La corruption dans le tennis est depuis longtemps considérée comme un problème majeur. En 2011, l'ancien joueur de tennis autrichien, autrefois classé 55e mondial, Daniel Köllerer, est devenu le premier joueur de tennis à être banni à vie pour tentative de trucage de matchs. Les infractions ont eu lieu entre octobre 2009 et juillet 2010, à la suite d'une enquête menée par les unités d'intégrité du tennis au nom de la Fédération internationale de tennis et des circuits ATP et WTA. En 2004 et 2006, Köllerer avait déjà été suspendu pendant six mois en raison de son mauvais comportement. De plus, en août 2010, il a facilité les paris en proposant des cotes pour des matchs et avait des liens permettant de placer des paris.